# Adetus basalis
Adetus basalis es una especie de escarabajo del género Adetus, familia Cerambycidae. Fue descrita científicamente por Martins & Galileo en 2010.
Habita en Bolivia. Los machos y las hembras miden aproximadamente 9,6-11,1 mm. El período de vuelo de esta especie ocurre en los meses de mayo, septiembre y noviembre.